# Himertosoma kivuense
Himertosoma kivuense là một loài tò vò trong họ Ichneumonidae.